# Чёртов мост
«Чёртов мост», или «мост дьявола» (калька от нем. Teufelsbrücke, англ. Devil's Bridge, итал. Ponte del Diavolo и т. п.) — вид древних европейских каменных или блочных арочных мостов, каждый из которых имеет легенду о его сказочном создании при участии дьявола (чёрта) благодаря своему необычному дизайну. Эти мосты представляют собой значительное технологическое достижение в древней архитектуре эпохи Древнего Рима и Средневековья.

## Легенды
«Мосты дьявола» настолько многочисленны, что легенды о них образуют особую категорию в указателе типов фольклорной сказки Аарне—Томпсона под № 1191. Некоторые легенды содержат элементы, связанные с категориями других сюжетов, например: «обман дьявола» (AT № 1196), «договор с дьяволом» (AT № 756B) и сюжеты о мастере-строителе.
В некоторых мифах дьявол называется строителем моста из-за кажущейся внешней ненадёжности или архитектурной «невозможности» подобной конструкции. В других мифах говорится, что знания о строительстве таких мостов были получены в результате договора между дьяволом и местным населением, обычно в обмен на их души.
По словам Патрисии Дейл-Грин, считалось, что многие мосты были построены дьяволом. Название «Мост Дьявола» носят строения в Англии, Франции, Германии, Испании, Швейцарии. В одних случаях дьявол был ответственен за строительство целиком, в других — вмешивался, когда у людей не получалось сделать самим. Распространено представление, что дьявол должен был забрать душу первого живого существа, ступившего на мост. Поэтому в качестве уловки по новому мосту прогоняли кошку; дьявол якобы мирился с таким компромиссом. Жителей французского города Божанси звали «котами» из-за местной истории с дьяволом, который был недоволен такой уловкой, но ничего не смог сделать, а забранная кошка так сильно искромсала его когтями, что тот был вынужден отпустить (этот сюжет также лёг в основу сказки Джойса «Кошка и чёрт»). Тем не менее, как отмечают другие исследователи, многие из страха перед гневом тёмных сил могли «давать дьяволу его должное».

## Список мостов

### Франция
Во Франции имеется 49 чёртовых мостов, включая:
- Pont du Diable[англ.] — Aniane[англ.], Эро, Лангедок-Руссильон
- Pont du Diable — Villemagne-l'Argentière[англ.], Эро, Лангедок-Руссильон
- Pont du Diable — Божанси
- Pont du Diable[англ.] — Сере
- Pont du Diable (Ariège) — Фуа
- Pont du Diable — Olargues[англ.]
- Мост Валантре — Каор
- Pont du Diable — Crouzet Migette
- Pont du Diable — Санс[24]

### Германия
- Rakotzbrücke — Парк азалий и рододендронов, Саксония, Германия
- Brickegickel[нем.] — Франкфурт-на-Майне, Германия (похожая легенда)[25]
- Teufelsbrück[англ.] — Гамбург, Германия
- Steinerne Brücke — Регенсбург, Германия (похожая легенда)

### Италия
- Ponte del Diavolo — руины римского моста на Траяновой дороге вблизи Монтекальво-Ирпино, Кампания
- Ponte del Diavolo — Асколи-Пичено, Марке
- Ponte del Diavolo — Блера, Лацио
- Ponte del Diavolo (офиц. Ponte Vecchio, также Ponte Gobbo[итал.]) — Боббио, Эмилия-Романья
- Ponte del Diavolo или Мост Магдалины — Борго-а-Моццано, Тоскана
- Ponte del Diavolo — Cavallara (a frazione of Гуальдо-Каттанео, Умбрия)
- Ponte di Annibale[итал.] — Черрето-Саннита, Кампания
- Ponte del Diavolo[итал.] — Чивидале-дель-Фриули, Фриули
- Ponte del Diavolo — Чивита
- Ponte del Diavolo (Su ponti de su tiaulu или Su ponti de is aremigus) — Дечимоманну, Сардиния
- Ponte del Diavolo (Ponte Vecchio) — Дронеро, Кунео, Пьемонт
- Ponte Fabio Massimo[итал.] — Фаиккьо, Кампания
- Ponte del Diavolo[итал.] — Ланцо-Торинезе, Пьемонт
- Ponticello del Diavolo[итал.] — Торчелло, Венеция

### Португалия
- Ponte da Mizarela[англ.] — Брага, Португалия

### Словения
- Hudičev most — Bohinj[англ.], Словения
- Hudičev most — Толмин, Словения

### Испания
- Puente del Diablo — Cueto[англ.], Испания
- Pont del Diable[англ.] — Марторель, Испания
- Aqüeducte de les Ferreres[англ.] — Таррагона, Испания[источник не указан 1760 дней]

### Швейцария
- Pont du Saut de Brot — Gorges de l'Areuse[фр.][источник не указан 1760 дней]
- Чёртов мост (Teufelsbrucke) — Сен-Готард
- Teufelsbrücke[нем.] — Эг, Швиц

### Великобритания
- Devil’s Bridge — Кередигион, Уэльс[26]
- Devil’s Bridge — Kirkby Lonsdale[англ.], Камбрия[27]
- Devil’s Bridge — Horace Farm, Pennington, Cumbria[англ.], Камбрия[28]
- Devil’s Bridge — Уэстон-сьюпер-Мэр, Северный Сомерсет (1841 год, мост через железную дорогу)[29]
- Devil’s Bridge — in the grounds of Weston Park[англ.], Стаффордшир (мост в форме пещеры, указанный в списке Памятники архитектуры Соединённого Королевства)[30]
- Devil’s Bridge — Mossley Hill[англ.], Ливерпуль
- Devil’s Bridge — Worms Head, Rhossili[англ.], Гауэр (природная арка)

### США
- Devil’s Bridge — Седона, Аризона[31], хотя это природное образование, а не рукотворный мост

### Другие страны
- Чёртов мост — Северомуйский тоннель, Бурятия, Россия
- Devil’s Bridge — Антигуа, Карибы
- Елен Скок[макед.] — Северная Македония
- Duivelsbrug — Бреда, Нидерланды
- Дьявольский мост — Ардино, Болгария
- Чертов мост — Тарту, Эстония
- Moara Dracului — Кымпулунг-Молдовенеск, Румыния
- Puente del Diablo (или Punta del Diablo) — Binangonan[англ.], Филиппины
- Puente La Noria — Буэнос-Айрес, Аргентина

### Фотоколлекции
- Фотоколлекция фотографа Ebbe Stub Wittrup в Художественной галерее Олбрайт-Нокс
- Devil’s bridges в Atlas Obscura[англ.]